# Матрица масс
В аналитической механике матрица масс представляет собой симметричную матрицу M, которая выражает связь между производной по времени {\displaystyle {\dot {q}}} вектора обобщённых координат q системы и кинетической энергией T этой системы по уравнению
{\displaystyle T={\frac {1}{2}}\mathbf {\dot {q}} ^{\textsf {T}}\mathbf {M} \mathbf {\dot {q}} }
где {\displaystyle \mathbf {\dot {q}} ^{\textsf {T}}} обозначает транспонирование вектора {\displaystyle \mathbf {\dot {q}} }. Это уравнение аналогично формуле для кинетической энергии частицы с массой {\displaystyle m} и скоростью v, а именно
{\displaystyle T={\frac {1}{2}}m|\mathbf {v} |^{2}={\frac {1}{2}}\mathbf {v} \cdot m\mathbf {v} }
и может быть получено из неё, выражая положение каждой частицы системы через q.
В общем случае матрица масс М зависит от состояния q и поэтому изменяется со временем.
Лагранжева механика даёт обыкновенное дифференциальное уравнение (фактически, система связанных дифференциальных уравнений), которое описывает эволюцию системы в терминах произвольного вектора обобщённых координат, который полностью определяет положение каждой частицы в системе. Приведённая выше формула кинетической энергии является одним из членов этого уравнения, которое представляет общую кинетическую энергию всех частиц.

## Примеры

Система масс в одном пространственном измерении.

Например, рассмотрим систему, состоящую из двух точечных масс, ограниченных прямой линией. Состояние этих систем может быть описано вектором q двух обобщённых координат, а именно положениями двух частиц вдоль линии.
{\displaystyle q={\begin{bmatrix}x_{1}&x_{2}\end{bmatrix}}^{\textsf {T}}} ,
Предположим, что частицы имеют массы m1, m2, кинетическая энергия системы
{\displaystyle T=\sum _{i=1}^{2}{\frac {1}{2}}m_{i}{\dot {x_{i}}}^{2}}
Эта формула также может быть записана как
{\displaystyle T={\frac {1}{2}}{\dot {q}}^{\textsf {T}}M{\dot {q}}}
где
{\displaystyle M={\begin{bmatrix}m_{1}&0\\0&m_{2}\end{bmatrix}}}

### Система N тел
В более общем случае рассмотрим систему из N частиц, помеченных индексами i = 1, 2,…, N, где положение частицы с номером i определяется ni свободными декартовыми координатами (где ni равно 1, 2 или 3). Пусть q будет вектором столбца, содержащим все эти координаты. Матрица масс M представляет собой диагональную блочную матрицу, где в каждом блоке диагональные элементы представляют собой массу соответствующей частицы:
{\displaystyle M=\operatorname {diag} \left[m_{1}I_{n_{1}},\,m_{2}I_{n_{2}},\,\ldots ,\,m_{N}I_{n_{N}}\right]}
где In i — это единичная матрица ni × ni, или более полно:
{\displaystyle M={\begin{bmatrix}m_{1}&\cdots &0&0&\cdots &0&\cdots &0&\cdots &0\\\vdots &\ddots &\vdots &\vdots &\ddots &\vdots &\ddots &\vdots &\ddots &\vdots \\0&\cdots &m_{1}&0&\cdots &0&\cdots &0&\cdots &0\\0&\cdots &0&m_{2}&\cdots &0&\cdots &0&\cdots &0\\\vdots &\ddots &\vdots &\vdots &\ddots &\vdots &\ddots &\vdots &\ddots &\vdots \\0&\cdots &0&0&\cdots &m_{2}&\cdots &0&\cdots &0\\\vdots &\ddots &\vdots &\vdots &\ddots &\vdots &\ddots &\vdots &\ddots &\vdots \\0&\cdots &0&0&\cdots &0&\cdots &m_{N}&\cdots &0\\\vdots &\ddots &\vdots &\vdots &\ddots &\vdots &\ddots &\vdots &\ddots &\vdots \\0&\cdots &0&0&\cdots &0&\cdots &0&\cdots &m_{N}\\\end{bmatrix}}}

### Вращающаяся гантель

Вращающаяся гантель.

В качестве менее тривиального примера рассмотрим два точечных объекта с массами m1, m2, прикреплённых к концам жесткого безмассового стержня длиной 2R, причём узел может свободно вращаться и скользить по фиксированной плоскости. Состояние системы можно описать обобщённым координатным вектором
{\displaystyle q={\begin{bmatrix}x&y&\alpha \end{bmatrix}}}
где х, у — декартовы координаты средней точки стержня и α представляет собой угол стержня от некоторого произвольного опорного направления. Положения и скорости двух частиц
{\displaystyle {\begin{aligned}x_{1}&=(x,y)+R(\cos \alpha ,\sin \alpha )&v_{1}&=\left({\dot {x}},{\dot {y}}\right)+R{\dot {\alpha }}(-\sin \alpha ,\cos \alpha )\\x_{2}&=(x,y)-R(\cos \alpha ,\sin \alpha )&v_{2}&=\left({\dot {x}},{\dot {y}}\right)-R{\dot {\alpha }}(-\sin \alpha ,\cos \alpha )\end{aligned}}}
и их общая кинетическая энергия
{\displaystyle 2T=m{\dot {x}}^{2}+m{\dot {y}}^{2}+mR^{2}{\dot {\alpha }}^{2}-2Rd\sin(\alpha ){\dot {x}}{\dot {\alpha }}+2Rd\cos(\alpha ){\dot {y}}{\dot {\alpha }}}
где {\displaystyle m=m_{1}+m_{2}} и {\displaystyle d=m_{1}-m_{2}}. Эта формула может быть записана в виде матрицы
{\displaystyle T={\frac {1}{2}}{\dot {q}}^{\textsf {T}}M{\dot {q}}}
где
{\displaystyle M={\begin{bmatrix}m&0&-Rd\sin \alpha \\0&m&Rd\cos \alpha \\-Rd\sin \alpha &Rd\cos \alpha &R^{2}m\end{bmatrix}}}
Обратите внимание, что матрица зависит от текущего угла α стержня.

## Механика сплошных сред
Для дискретных приближений механики сплошных сред, как в методе конечных элементов, может быть несколько способов построения матрицы масс, в зависимости от требуемой производительности вычислений и точности. Например, метод с сосредоточенными массами, в котором деформация каждого элемента игнорируется, создаёт диагональную матрицу масс и устраняет необходимость интегрировать массу по деформированному элементу.